# 得意
| ウィキペディアには「得意」という見出しの百科事典記事はありません（タイトルに「得意」を含むページの一覧/「得意」で始まるページの一覧）。 代わりにウィクショナリーのページ「得意」が役に立つかもしれません。 |